# Parafia Matki Bożej Królowej Polski w Zamościu
Parafia Matki Bożej Królowej Polski w Zamościu – parafia należąca do dekanatu Zamość diecezji zamojsko-lubaczowskiej. Mieści się przy ulicy Kard. S. Wyszyńskiego.
Decyzją biskupa Bolesława Pylaka w 1982 rozpoczęto tworzyć nowy ośrodek duszpasterski. Parafia została utworzona 8 grudnia 1983. Włączono ją do dekanatu zamojskiego nowomiejskiego (obecnie zamojskiego). Poświęcenie placu pod budowę odbyło się 10 maja 1983.
Kościół parafialny został wybudowany w latach 1986-1993, konsekrowany w 1993. Tuż obok powstał Dom Diecezjalny, wybudowany w latach 1995-1997. Od 1998 w budynku Kurii funkcjonuje rozgłośnia Katolickiego Radia Zamość.
12 czerwca 1999 przy kościele parafialnym miało miejsce spotkanie wiernych z Janem Pawłem II.